# Glutamilna aminopeptidaza
Glutamilna aminopeptidaza (EC 3.4.11.7, aminopeptidaza A, aspartatna aminopeptidaza, angiotensinaza A, glutamilna peptidaza, 2+-aktivirana glutamatna aminopeptidaza, membranska aminopeptidaza II, antigen BP-1/6C3 mišjeg B limfocita, L-aspartatna aminopeptidaza, angiotensinaza A2) je enzim. Ovaj enzim katalizuje sledeću hemijsku reakciju
Odvajanje N-terminalnog glutamata (i u manjoj meri aspartata) sa peptida
Ovaj enzim aktiviraju joni Ca2+. On je najčešće vezan za membranu.

## Literatura
- Nicholas C. Price; Lewis Stevens (1999). Fundamentals of Enzymology: The Cell and Molecular Biology of Catalytic Proteins (Third изд.). USA: Oxford University Press. ISBN 019850229X.
- Eric J. Toone (2006). Advances in Enzymology and Related Areas of Molecular Biology, Protein Evolution (Volume 75 изд.). Wiley-Interscience. ISBN 0471205036.
- Branden C; Tooze J. Introduction to Protein Structure. New York, NY: Garland Publishing. ISBN 0-8153-2305-0.
- Irwin H. Segel. Enzyme Kinetics: Behavior and Analysis of Rapid Equilibrium and Steady-State Enzyme Systems (Book 44 изд.). Wiley Classics Library. ISBN 0471303097.
- William P. Jencks (1987). Catalysis in Chemistry and Enzymology. Dover Publications. ISBN 0486654605.

## Spoljašnje veze
- Glutamyl+aminopeptidase на 